# Aspitates inceptaria
Aspitates inceptaria là một loài bướm đêm trong họ Geometridae.